# Precious Dede
Precious Uzoaru Dede (sinh ngày 18 tháng 1 năm 1980 tại Lagos) là một nữ thủ môn bóng đá người Nigeria đã nghỉ hưu, trước đây từng chơi cho một số câu lạc bộ bao gồm Delta Queens FC, Ibom Queens và Arna-Bjørnar, cũng như xuất hiện 99 lần trong màu áo đội tuyển bóng đá quốc gia Nigeria.

## Sự nghiệp Câu lạc bộ
Vào ngày 30 tháng 3 năm 2009, Dede ký hợp đồng một năm để chơi cho Arna-Bjørnar tại thành phố Bergen, Na Uy. Dede được đưa vào sân từ băng ghế dự bị sau khi thủ môn Erika Skarbø gặp phải một chấn thương.

## Sự nghiệp quốc tế
Dede có mặt ở nhiều đội tuyển Nigeria trong khoảng thời gian rất dài, tham gia các giải đấu World Cup nữ 2003, 2007, 2011, 2015, các giải đấu Olympic Sydney 2000, Athens 2004 và Bắc Kinh 2008, và Giải vô địch nữ châu Phi các giải đấu các năm 2008, 2010, 2012 và 2014, trong đó giành chiến thắng hai lần (2010, 2014).

## Nghỉ hưu
Ban đầu, cô đã cân nhắc rút lui khỏi bóng đá quốc tế sau Giải vô địch nữ châu Phi 2014, nhưng được thuyết phục để tiếp tục thi đấu qua World Cup 2015. Sau giải đấu, cô tuyên bố nghỉ hưu vào tháng 3 năm 2016, và trong suốt sự nghiệp đã chơi 99 trận cho đội tuyển quốc gia chính thức. Vào thời điểm nghỉ hưu, cô là cầu thủ phục vụ lâu nhất trong đội, và trước đó bị loại khỏi đội tham gia giải đấu vòng loại cho Thế vận hội Mùa hè 2016.
Cô quyết định nghỉ hưu hoàn toàn từ bóng đá chuyên nghiệp vào tháng 10 năm đó, nói rằng "Tôi trân trọng cơ hội chơi ở cấp câu lạc bộ và đại diện cho đất nước của tôi, đó là một giấc mơ trở thành sự thật. Tôi rất biết ơn vì đã dành hơn một thập kỷ cho bóng đá nữ, Tôi nợ rất nhiều với môn thể thao hay nhất thế giới."